# Parakkad
Parakkad – miejscowość w dystrykcie Thrissur w stanie Kerala  w Indiach.
W roku 2001 (spisu ludności Indii), Parakkad liczyło 7759 osób (3776 kobiet i 3983 mężczyzn).